# Eduard Buchner
Eduard Buchner (n. 20 mai 1860, München, Confederația Germană – d. 13 august 1917, Focșani, Vrancea, România) a fost un biolog și chimist german, laureat al Premiului Nobel pentru Chimie, în 1907.

## Biografie
A fost cel de-al treilea fiul al medicului personalului curții regale și profesorului de medicină legală, Ernst Buchner, medic și profesor la Școala de Medicină Legală de pe lângă Universitatea din München și a celei de a treia soții a sa, Friederike Buchner, născută Martin.
Între 1884 și 1888 a studiat chimia la Universitatea din München, cu Adolf v. Baeyer, a absolvit în 1888 și a luat licența (Habilitation) în 1891.
În 1896 a plecat la Universitatea din Tübingen unde pe 9 ianuarie 1897 a publicat lucrarea Über alkoholische Gärung ohne Hefezellen (Despre fermentația alcoolică fără drojdii). Din 1898 trece la Universitatea de Științe agricole de la Berlin
În 1907 obține Premiul Nobel pentru Chimie pentru fermentația alcoolică fără drojdii. După doi ani, în 1909, devine profesor la Universitatea din Breslau (azi Wroclaw).
După încă doi ani, în 1911, Buchner este angajat de Universitatea din Würzburg.
La izbucnirea primului război mondial, a fost concentrat. A lucrat într-un spital de campanie lângă Focșani, unde a fost rănit de o grenadă pe 3 august 1917. În urma rănii suferite a decedat nouă zile mai târziu, pe 12 august 1917. A fost înmormântat pe 14 august 1917 în cimitirul soldaților germani de la Focșani.

## Cercetări și Premiul Nobel
Chimistul Buchner a fost un fin observator și un cercetător critic. Conform teoriei fermentației, recunoscută la acea vreme, fermentația putea avea loc numai în prezența celulelor de drojdie. Prin experiențe relativ simple, de fermentație, cu celule de drojdie omorâte, Eduard Buchner a reușit să dovedească că, pentru a avea loc fermentația, nu erau necesare celule vii de drojdie ci numai o enzimă produsă de aceste celule. Pe această temă, Buchner scria: „Pentru teoria fermentației, pot fi trase următoarele concluzii. În primul rând, s-a dovedit că inițierea procesului de fermentație nu sunt necesare proceduri complicate, ca acelea declanșate de drojdii. Purtătorul capacității de fermentare [ ... ] este o substanță dizolvată, denumită zimază”.
Această descoperire a sa a pus bazele enzimologiei.

## Legături externe
- en  Eduard Buchner - The Nobel Prize in Chemistry 1907
- en  Eduard Buchner
- en  Eduard Buchner (1860-1917) -Alcoholic fermentation without yeast cells.
- de  Eduard Buchner Arhivat în 1 octombrie 2007, la Wayback Machine.
- Eduard Buchner[nefuncțională]
, 24 ianuarie 2008, Jurnalul Național